# Culex elongatus
Culex elongatus är en tvåvingeart som beskrevs av Rozeboom och William H.W. Komp 1950. Culex elongatus ingår i släktet Culex och familjen stickmyggor.
Artens utbredningsområde är Colombia. Inga underarter finns listade i Catalogue of Life.